# Jonathan Russell
Jonathan Russell, 27 février 1771 – 17 février 1832, est un représentant du Massachusetts et diplomate américain.

## Biographie
Né à Providence (Rhode Island) le 27 février 1771, Russell est diplômé de l'université Brown (alors Rhode Island College) en 1791. Il étudie le droit et s'inscrit au barreau mais ne pratique pas. Il s'engage dans des activités mercantiles pendant un certain nombre d'années. En 1808, il a été nommé collecteur du port de Bristol.
Il est nommé au service diplomatique en France par le président James Madison en 1811. Il est transféré en Angleterre en tant que chargé d'affaires lorsque la guerre anglo-américaine de 1812 est déclarée par les États-Unis. Il est ambassadeur des États-Unis en Suède et en Norvège du 18 janvier 1814 au 16 octobre 1818.
Jonathan Russell and the Capture of the Guerriere, de Lawrence S. Kaplan in The William and Mary Quarterly, Third Series, vol. 24, no 2 (avril 1967), publié par le Omohundro Institute of Early American History and Culture, examine les circonstances de la paternité de Russell d'un poème patriotique de la célèbre bataille maritime trouvé dans les documents privés de Russell (aujourd'hui principalement à la bibliothèque de l'université Brown). L'article cite l'intégralité du poème qu'il date d'environ 1812, et spécule que Russell a été poussé à écrire cet ouvrage anti-britannique par l'humiliation qu'il a subie au palais Saint James.
Russell est l'un des cinq commissaires qui négocient le traité de Gand avec la Grande-Bretagne en 1814, mettant fin à la guerre de 1812. Il retourne aux États-Unis en 1818 et s'installe à Mendon (Massachusetts).
Il est élu membre de la Chambre des représentants du Massachusetts en 1820 et élu au 17e Congrès (4 mars 1821 – 3 mars 1823. Il est président du Committee on Foreign Affairs (dix-septième Congrès).
En 1822, Russell rédige un pamphlet accusant John Quincy Adams, l'un des anciens compagnons négociateurs de Russell à Gand en 1814, d'avoir favorisé les intérêts britanniques dans les négociations sur le traité. Russell destine la brochure à favoriser la candidature présidentielle de Henry Clay contre Adams lors de l'élection présidentielle américaine de 1824. La réponse d'Adams à Russel est tellement dévastatrice dans sa contestation de la véracité des dires de Russell qu'elle engendre l'expression « Jonathan Russell(iser) » quelqu'un, ce qui signifie utiliser des faits et la vérité afin de réfuter les mensonges d'un attaquant de façon si efficace que cela détruit la réputation de l'attaquant et sa carrière politique.
Russell meurt à Milton (Massachusetts) le 17 février 1832 et est enterré dans le carré familial de sa propriété de Milton.

## Sources
(en) « Jonathan Russell », sur Biographical Directory of the United States Congress

## Source de la traduction
- (en) Cet article est partiellement ou en totalité issu de l’article de Wikipédia en anglais intitulé « Jonathan Russell » (voir la liste des auteurs).